# Mindy Gledhill
Mindy Gledhill és una cantant estatunidenca d'indie i folk. També coneguda per la seva col·laboració vocal amb "America's Best DJ 2011" Kaskade.
Gledhill llençà el seu àlbum debut The Sum of All Grace a principis de 2004 amb Lumen Records. Va rebre tres Pearl Awards al ("Millor Àlbum Inspirador", "Nou Artista", i "Millor Cançó Inspiradora")
Va llençar el seu segon àlbum Feather in the Wind el 2007 i el seu tercer, i més reeixit àlbum, Anchor (en Català ‘’Àncora``) el 2010 amb Blue Morph Music.
Gledhill va passar la majoria de la seva joventut a Eureka, Califòrnia, a on va aprendre a tocar el piano. Quan tenia tretze anys la seva família es va traslladar a Madrid, Espanya a on va descobrir nous tipus de música i es va inspirar en Pablo Neruda. A l'edat de setze, van retornar a Utah i Mindy va començar l'institut, i a escriure les seves primeres cançons. Actualment resideix a Utah.

## Anchor
El tercer àlbum de Gledhill, Anchor, va ser llençat el 2012. Anchor va ser produït pel productor/enginyer nominat a un premi Juno- Stuart Brawley (Emmy Rossum, Lenka, Michael Jackson). L'àlbum va ser enregistrat a Los Angeles i va comptar amb la col·laboració de músics com Jamie Wollam (actual bateria de Tears for Fears) o Joe Corcoran (músic de Michael Jackson i The Dave Matthews Band).
Després del llançament de ‘’Anchor’’ als Estats Units, Mindy va firmar amb una discogràfica coreana (“FarGo Music”). El 3 d'abril de 2011 el seu senzill “Crazy Love” va assolir la posició núm. 1 a les llistes coreanes. La cançó "Anchor" va aparèixer a la setena temporada de la coneguda sèrie de la Fox, Bones.
Gledhill actuà al Festival de Cinema de Sundance el 2010 i al festival cinematogràfic de Mònaco el 2009.

## Winter Moon
El seu quart àlbum, “Winter Moon”, va ser llençat el 16 d'octubre de 2011. És una compilació de nadales populars. L'àlbum inclou també dos cançons originals. “Winter Moon” va ser produït per Stuart Brawley. iTunes el va descriure com un àlbum pop “nou i significatiu”. L'àlbum va pre-vendre més de 4.500 còpies als Estats Units.

## Col·laboracions ambKaskade
Gledhill també proporcionà la seva veu al primer senzill de Kaskade, “Eyes”, el qual aconseguí la primera posició a les llistes de música electrònica. Això li va comportar diversos premis i nominacions a Kaskade, com ara “Millor DJ Americà”, “Millor Productor” i “Millor Mescla de llarga duració” .

## Discografia

### Àlbums
- Sum of All Grace (2004)
- Feather in the Wind (2007)
- Anchor (2010) produït per Stuart Brawley
- Winter Moon (2011) produït Stuart Brawley

### Senzills
- "See The Good" (2011) per a la NYC's Fashion's Night Out

### Altres cançons
- Dynasty (2010) produït per Finn Bjarnson – vocalista als temes "Say It's Over", "Call Out" i "All That You Give".
- Fire & Ice (2011) produït per Finn Bjarnson vocalista al senzill "Eyes".

## Videoclips
| Any  | Vídeo                               | Director                     | Enllaç  |
| ---- | ----------------------------------- | ---------------------------- | ------- |
| 2008 | "Feather in the Wind"               |                              | YouTube |
| 2010 | "Anchor"                            | Matt Eastin                  | YouTube |
| 2011 | "Whole Wide World"                  | Julian Acosta i Derek Pueblo | YouTube |
| 2011 | "Eyes feat. Mindy Gledhill"         | Matt Eastin                  | Youtube |
| 2011 | "Winter Moon (with puppet friends)" | Christopher Clark            | YouTube |